# Antonio Benedetti (bispo de Guardialfiera)
Antonio Benedetti (falecido em 1556) foi um prelado católico romano que serviu como bispo de Guardialfiera de 1552 a 1556.

## Biografia
No dia 12 de setembro de 1552, Antonio Benedetti foi nomeado pelo Papa Júlio III como Bispo de Guardialfiera. Serviu como Bispo de Guardialfiera até à sua morte em 1556.